# 博勒加德 (密西西比州)
博勒加德（英語：Beauregard）是位於美國密西西比州科派亞縣的村。

## 人口
根據2020年美國人口普查的數據，博勒加德的面積為2.39平方千米，當中陸地面積為2.37平方千米，而水域面積為0.02平方千米。當地共有人口289人，而人口密度為每平方千米121人。